# Đông Nam Á hải đảo
Đông Nam Á hải đảo là một vùng địa lý hải đảo thuộc Đông Nam Á, đối lập với khái niệm Đông Nam Á lục địa. Có sáu quốc gia nằm trong vùng Đông Nam Á hải đảo gồm Malaysia, Philippines, Brunei, Đông Timor, Singapore và Indonesia. Một khái niệm khác tương tự được dùng từ thế kỷ XIX là "quần đảo Mã Lai".

## Các quốc gia Đông Nam Á hải đảo
- Malaysia – phần thuộc hai bang trên đảo Borneo.
- Singapore – một đảo quốc nhỏ nằm ngoài khơi của bán đảo Mã Lai.
- Brunei – một quốc gia nhỏ nằm trên đảo Borneo, có ranh giới với Malaysia và Biển Đông.
- Indonesia – bao gồm các đảo như Sumatra, Borneo, Java và đôi khi phần nằm trên đảo New Guinea cũng được tính đến.
- Philippines – một nhóm các đảo có ranh giới với Biển Đông và biển Philippine.
- Đông Timor – quốc gia độc lập đầu tiên trong thế kỷ XXI, chia sẻ đảo Timor với Indonesia.
- Papua New Guinea – quốc gia chiếm phần phía đông của đảo New Guinea, đôi khi cũng được coi là thuộc Đông Nam Á hải đảo.

## Tính đồng nhất về văn hóa
Tính đồng nhất về văn hóa khiến Đông Nam Á hải đảo được xem là 'Viễn Ấn' hay Đại Ấn Độ, được Coedes gọi là 'những quốc gia Ấn Độ hóa ở Đông Nam Á'; trong khi nhiều học giả khác coi đây là khu vực chịu ảnh hưởng Trung Hoa một phần (hoặc ở mức độ cao hơn như Singapore), thậm chí một số học giả đồng nhất khu vực này với Nam Đảo hoặc châu Đại Dương.

## Địa lý dân cư
Khu vực Đông Nam Á hải đảo có trên 350 triệu người sinh sống, tập trung nhất tại Java. Dân cư ở khu vực này chủ yếu là người Nam Đảo sử dụng ngôn ngữ Mã Lai-Đa Đảo. Khu vực này có mối quan hệ xã hội và văn hóa gần gũi với những người Nam Đảo ở Thái Bình Dương hơn là với dân cư Đông Nam Á lục địa. Các tôn giáo chính trong vùng là đạo Hồi, đạo Thiên chúa, đạo Phật, đạo Hindu và tín ngưỡng vật linh truyền thống.
Thông thường, phần thuộc lục địa của Malaysia cũng được gộp vào như một thành phần của Đông Nam Á hải đảo để đảm bảo cho việc tất cả các nhóm sắc tộc Austronesia nhưng phi-Đại Dương có thể được gộp cùng nhau trong một khu vực văn hóa.